# Castello di Scalloway

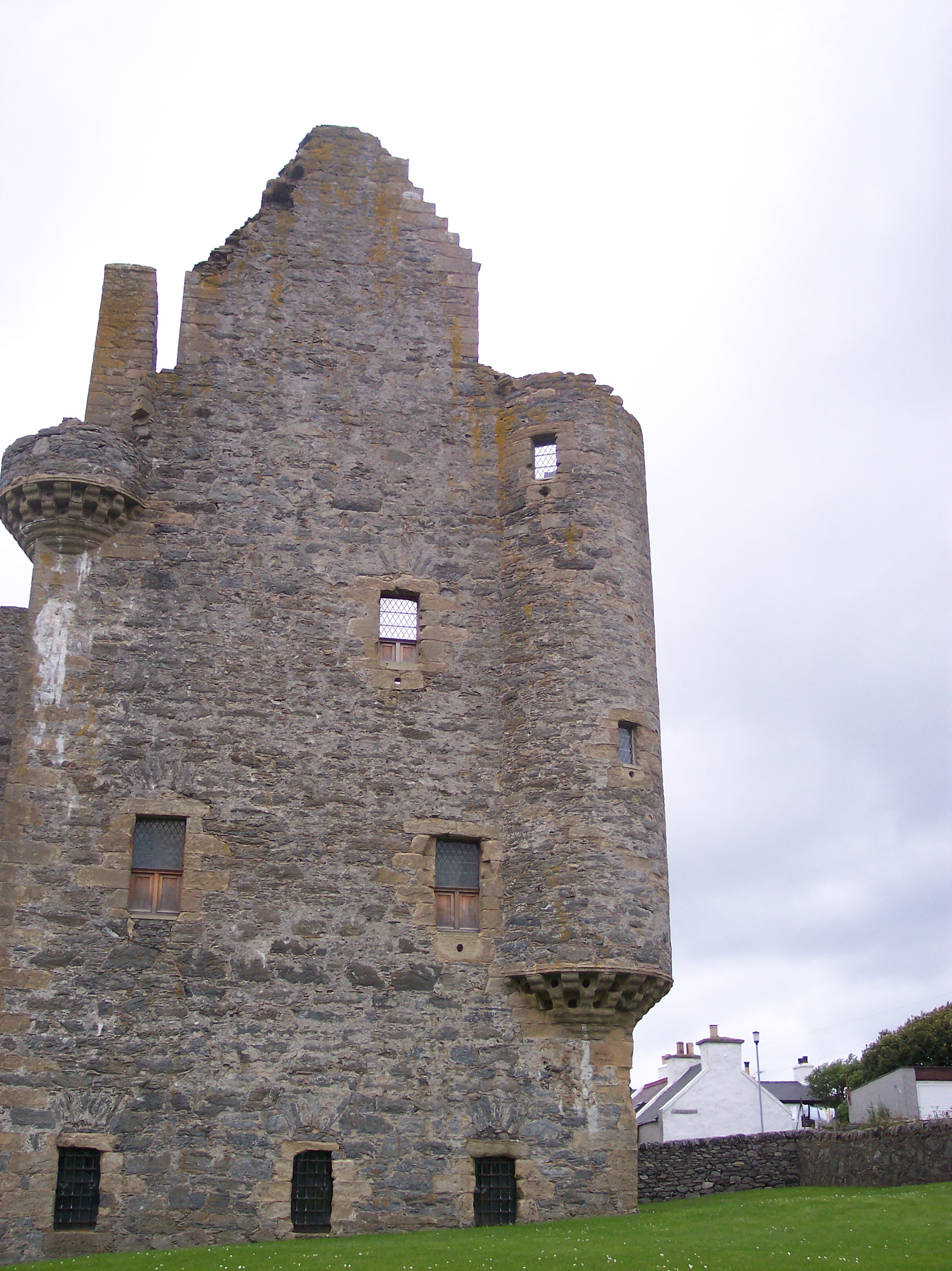
Foto delle rovine del castello di Scalloway (agosto 2005)

Il castello di Scalloway (in inglese: Scalloway Castle) è una fortezza scozzese situata nelle isole Shetland nella cittadina di Scalloway, allora capitale della contea e fatta edificare nel 1599 dal Conte Patrick Stewart, figlio di Robert Stewart, Conte delle Orcadi e suo successore.
La famiglia Steward, in qualità di detentori della Contea delle Orcadi e dello Shetland, ebbero un influsso molto forte per la vita di questi due arcipelaghi. Roberto Stewart era figlio illegittimo del sovrano scozzese Giacomo V e di una delle sue amanti, Euphemia Elphinstone. Nato nel 1533 si vide affidato il titolo di Conte delle Orcadi e Shetland nel 1564, assumendo anche l'incarico di sceriffo della regione. A sua volta Robert diede al suo fratellastro Laurence Bruce il titolo di sceriffo delle Shetland. Alla morte di Robert, gli succedette suo figlio, Patrick Bruce, un uomo molto avido che ben presto si guadagnò l'odio dei suoi sudditi e di molti signori della regione. Fu lui a ordinare all'architetto Andrew Crawford la progettazione e la costruzione di Scalloway Castle, ispirandosi all'imponente Earl's Palace di Kirkwall. Ben presto Patrick Bruce cadde in disgrazia e venne prima imprigionato a Edimburgo, e poi giustiziato insieme a suo figlio Robert, intorno al 1614.
Con la morte del suo signore, il castello di Scalloway subì un veloce declino, pur rimanendo per un certo periodo di tempo la sede amministrativa del feudo delle Shetland. Esso venne utilizzato dalle truppe di Oliver Cromwell come caserma ed era ancora in ottimo stato, tuttavia alcuni documenti testimoniano la sua definitiva decadenza intorno al 1700, anche per il fatto che in questo periodo la sede amministrativa della regione venne spostata a Lerwick.
Intorno al 1754 le pietre che componevano gli ambienti inferiori che circondavano il torrione vennero smantellate e riutilizzate per costruire una fattoria nelle vicinanze. Solo nel 1908 il castello fu posto sotto la tutela dello Stato scozzese con l'egida della Historic Scotland.